# Esparreguera de moix
L'esparreguera de moix (Asparagus albus) és un arbust de la família de les asparagàcies. A Mallorca també rep el nom d'esparreguera de gat; esparreguera borda, esparreguera de ca, esparreguera de secà o esparreguera gatera.

## Descripció
És un arbust o mata densa, que mesura fins a 1 metre d'alçada. El rizoma és curt. Les tiges són flexuoses, glabres i blanquinoses, amb moltes espines dretes.
Les fulles surten en feixos de 8 a 20 cladodis, de 12 a 30 mm de llargada, linears, tous i suaus. A l'estiu es desprenen i deixen les branques nues i amb espines.
Les flors, en surten d'unes 6 a 15 per nus, són hermafrodites, blanques i molt oloroses. La floració té lloc entre els mesos d'agost i octubre.
El fruit és una baia petita, de color negre, amb 1 o 2 llavors.
Els turions (espàrrecs) són bastant gruixuts.

## Distribució i hàbitat
No és un endemisme però es troba a Barcelona, Alacant, Galícia i rarament a Mallorca; a màquies i garrigues en altituds des de 0-600 m.

## Galeria

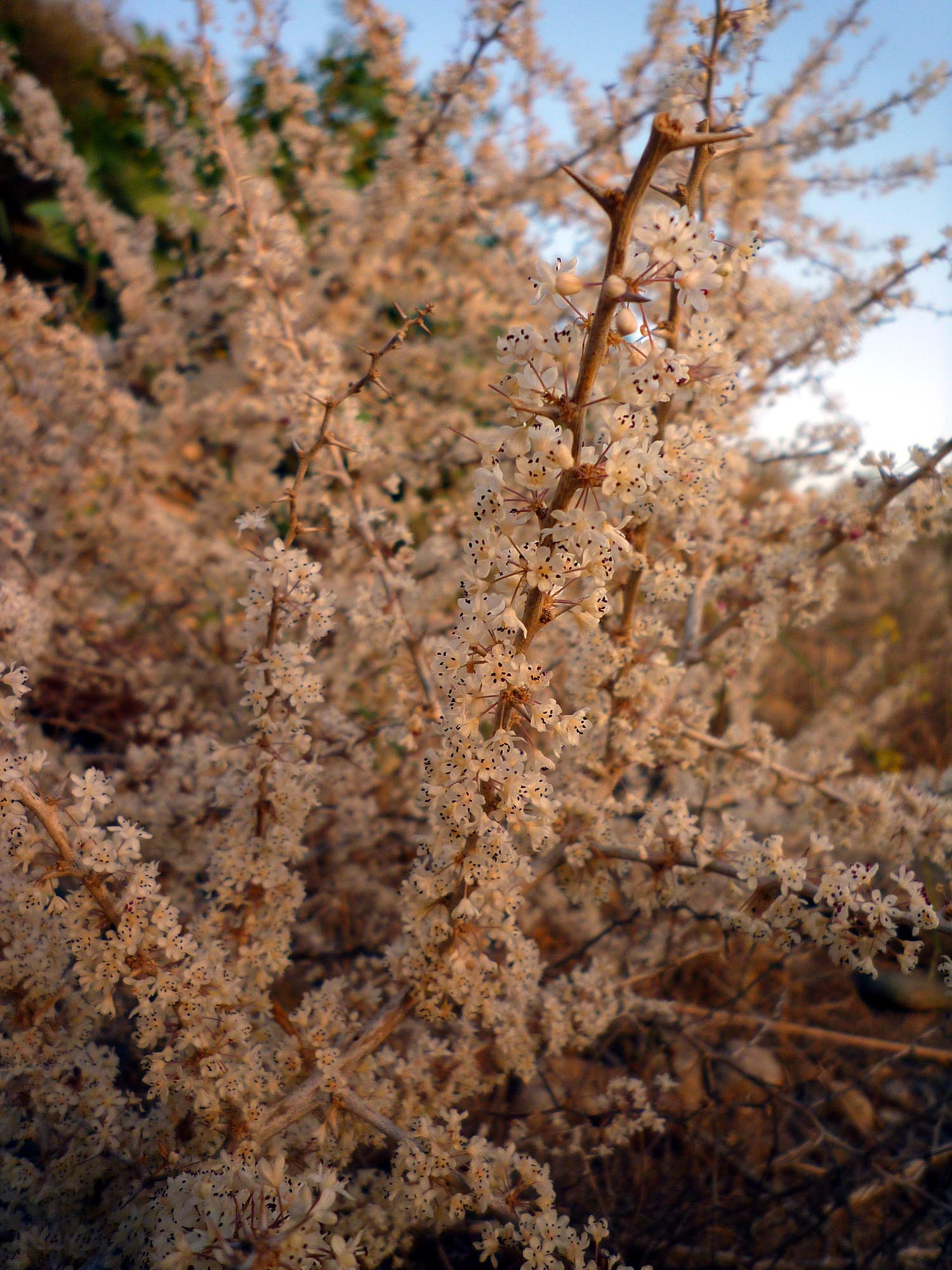
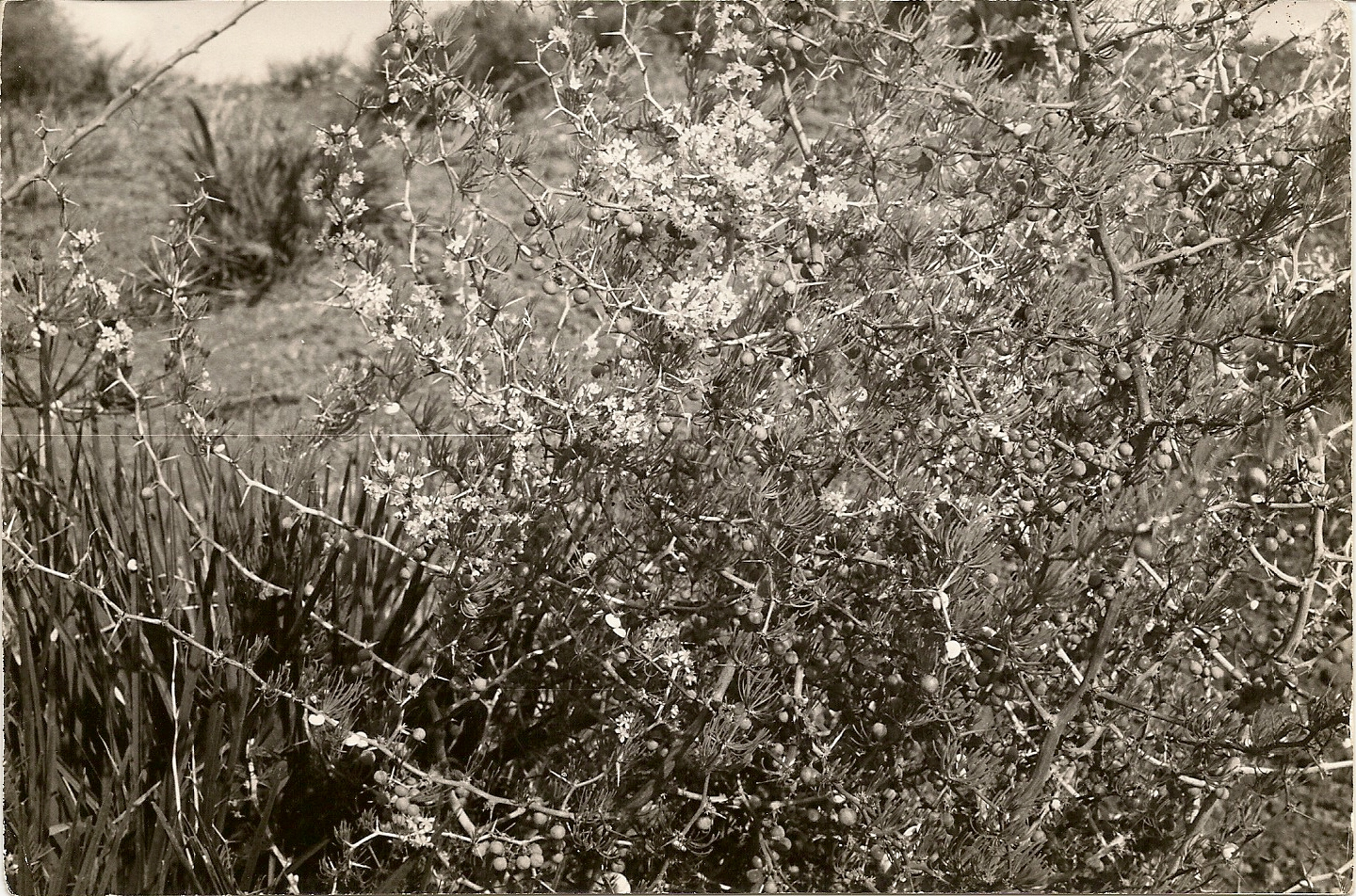
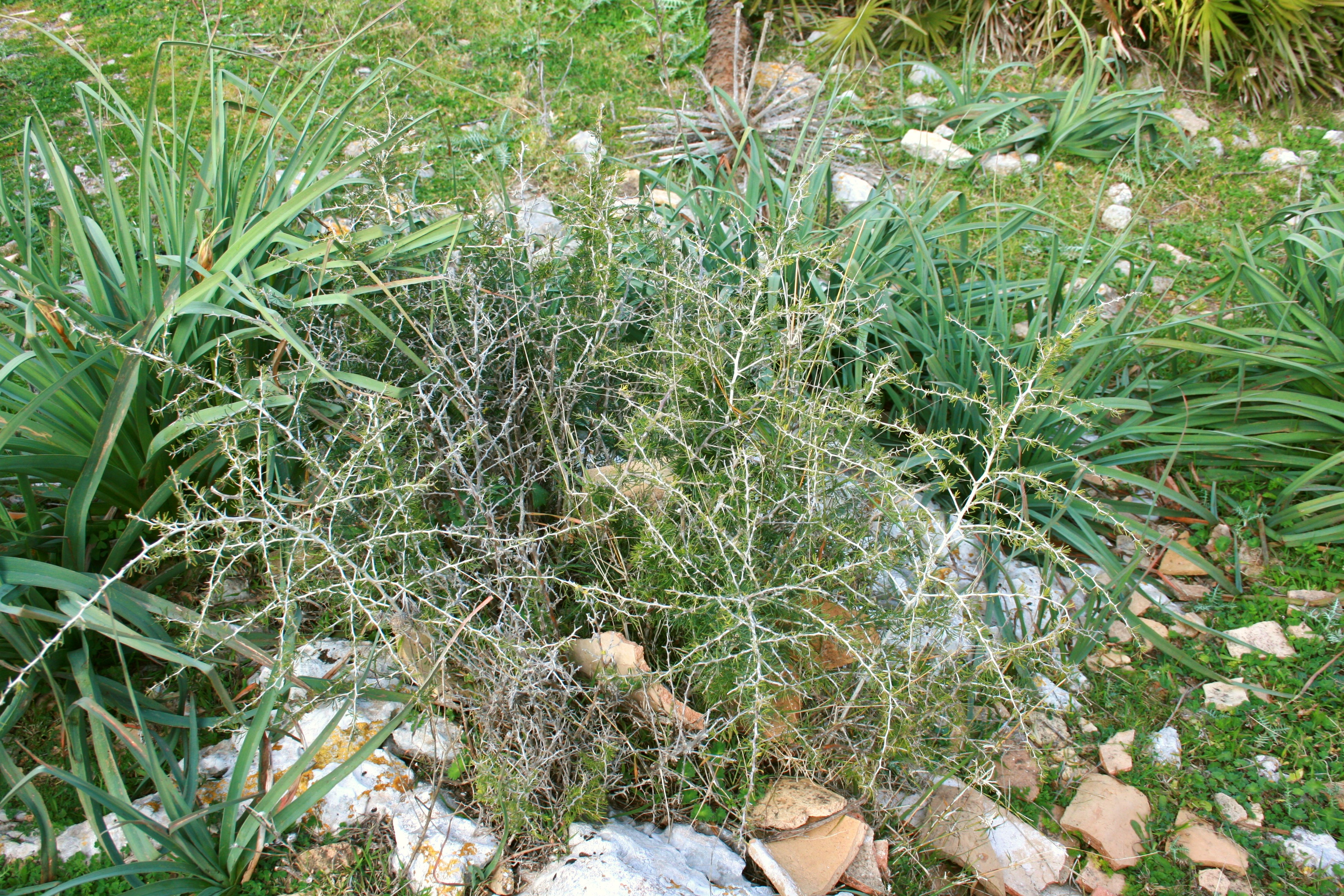
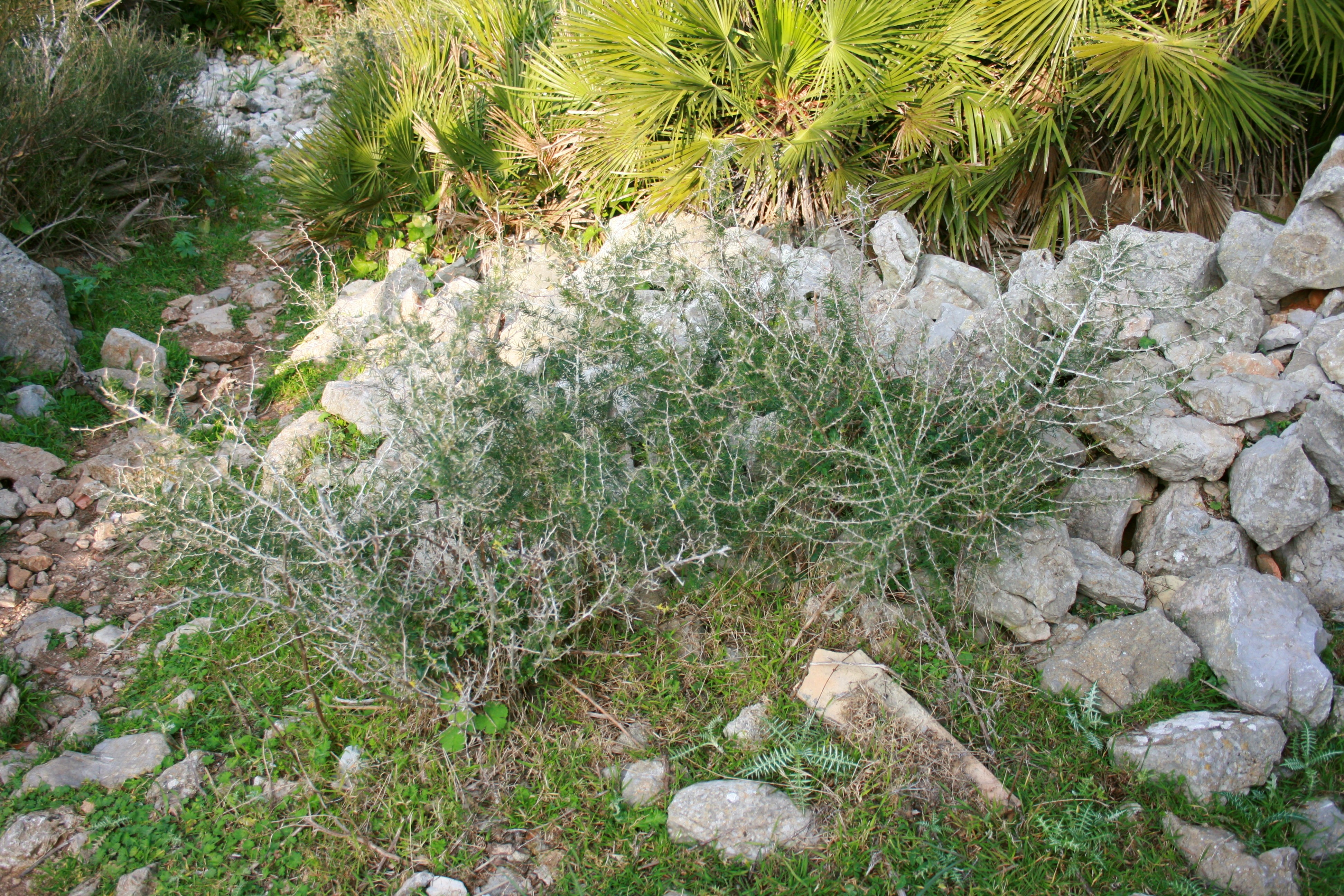